# Eleição para governador da Luisiana em 2003
A eleição para governador do estado americano da Luisiana em 2003 foi realizada em 15 de novembro.

## Resultados

### Primeiro turno
| Candidato a governador(a) | Votos   | Porcentagem |
| ------------------------- | ------- | ----------- |
| Bobby Jindal R            | 443.389 | 32,54%      |
| Kathleen Blanco D         | 250.136 | 18,36%      |
| Richard Ieyoub D          | 223.513 | 16,40%      |
| Claude "Buddy" Leach D    | 187.872 | 13,79%      |
| Randy Ewing D             | 123.936 | 9,10%       |
| Hunt Downer R             | 84.718  | 6,22%       |
| Outros candidatos         | 41.097  | 3,02%       |
| Alan Allgood R            | 7.866   | 0,58%       |

### Segundo turno
| Candidato a governador(a) | Votos   | Porcentagem |
| ------------------------- | ------- | ----------- |
| Kathleen Blanco D         | 731.358 | 51,95%      |
| Bobby Jindal R            | 676.484 | 48,05%      |